# アカデミー原案賞
アカデミー原案賞（Academy Award for Best Story）は、かつてアカデミー賞に存在した部門の一つである。
同時期に共存していたアカデミー脚色賞（原作となる小説や演劇から作成された脚本に贈られる賞）とは異なり、原作のない映画の「ストーリー」（脚本の原案となる、プロットを最初から最後まで書き起こした文章をこう呼んでいた）に対して贈られる賞であった。こうしたストーリーは当時は映画会社の経営陣が作成して社員である脚本家や映画監督などのスタッフに渡すものであり、このため、映画のストーリーを考えたプロデューサーには原案賞が、ストーリーをもとに映画用脚本を書いた脚本家には脚色賞が贈られることになる。
1940年に原作のないオリジナル脚本に対して贈られるアカデミー脚本賞が分離し、原案賞・脚本賞・脚色賞が並立するわかりにくい状況が続いた。スタジオ・システム崩壊により映画のストーリーを作ってきたスタジオの役割が失われたことや、会社から独立した脚本家たちがストーリー作りの面でも重要な役割を果たすようになってきたことから、1957年度の第30回より廃止された。

## 一覧

### 1920年代
- 1927/1928 『暗黒街』 – ベン・ヘクト
  - 『最後の命令』 – ラホス・ビロ
- 1928/1929 受賞無し

### 1930年代
- 1929/1930 受賞無し
- 1930/1931 『暁の偵察』 – ジョン・モンク・サウンダース
  - 『踊子夫人』 – ハリー・ダバディ・ダラー、ダグラス・ドティ、ドナルド・オグデン・スチュワート
  - 『民衆の敵』 – ジョン・ブライト、キューベック・グラスマン
  - 『地獄の一丁目』 – ローランド・ブラウン
  - 『夜の大統領』 – ルシアン・ハバード、ジョセフ・ジャックソン
- 1931/1932 『チャンプ』 – フランシス・マリオン
  - 『都会の世紀末』 – ルシアン・ハバード
  - 『歓呼の涯』 – グローヴァー・ジョーンズ、ウィリアム・スレイヴァンス・マクナット
  - 『栄光のハリウッド』 – アディラ・ロジャース・セントジョン、ジェーン・マーフィン
- 1932/1933 『限りなき旅』 – ロバート・ロード
  - 『世界拳闘王』 – フランシス・マリオン
  - 『怪僧ラスプーチン』 – チャールズ・マッカーサー
- 1934 『男の世界』– アーサー・シーザー
  - 『愛の隠れ家』 – マウリ・グラッシン
  - 『世界一の金持娘』 – ノーマン・クラスナー
- 1935 『生きているモレア』– ベン・ヘクト、チャールズ・マッカーサー
  - 『踊るブロードウェイ』 – モス・ハート
  - The Gay Deception - ドン・ハートマン、スティーヴン・アヴェリー
  - 指名投票: 『Gメン（英語版）』 - グレゴリー・ロジャーズ（ダリル・F・ザナックの別名義）
- 1936 『科学者の道』 – シェリダン・ギブニー、ピエール・コリングス
  - 『天使の花園』 - アデール・コマンディニ
  - 『桑港』 – ロバート・ホプキンス
  - 『激怒』– ノーマン・クラスナー
  - 『巨星ジーグフェルド』 – ウィリアム・アンソニー・マクガイア
- 1937 『スタア誕生』 – ウィリアム・A・ウェルマン、ロバート・カーソン
  - 『シカゴ』 – ニーヴェン・ブッシュ
  - 『ゾラの生涯』 – ヘインツ・ヘラルド、ゲザ・ハーゼック
  - 『オーケストラの少女』 – ハンス・クレイリー
  - 『黒の秘密』 – ロバート・ロード
- 1938 『少年の町』 – エリナー・グリフィン、ドア・シャリー
  - 『世紀の楽団』 - アーヴィング・バーリン
  - 『汚れた顔の天使』 – ローランド・ブラウン
  - 『アヴェ・マリア』– フレデリック・コーナー、マルセラ・バーク
  - 『封鎖線』 – ジョン・ハワード・ローソン
  - 『テスト・パイロット』 – フランク・ウィード
- 1939 『スミス都へ行く』 – ルイス・R・フォスター
  - 『邂逅』 – ミルドレッド・クラム、レオ・マッケリー
  - 『ママは独身』 – フェリックス・ジャクソン
  - 『ニノチカ』 – レンジェル・メニヘールト
  - 『若き日のリンカン』 – ラマー・トロッティ

### 1940年代
- 1940 『囁きの木陰』 - ベンジャミン・グレイザー、ジョン・S・トルディ
  - 『人間エヂソン』 - ドア・シャリー、ヒューゴ・バトラー
  - 『西部の男』 - スチュアート・レイク
  - 『ママのご帰還』 – レオ・マッケリー、ベラ・スピワック、サミュエル・スピワック
  - Comrade X – ウォルター・ライシュ
- 1941 『幽霊紐育を歩く』 – ハリー・シーガル
  - 『教授と美女』 – ビリー・ワイルダー、トーマス・モンロー
  - 『群衆』 - リチャード・コネル、ロバート・プレスネル
  - 『ミュンヘンへの夜行列車』 - ゴードン・ウェルスリー
  - 『レディ・イヴ』– モンクトン・ホフ
- 1942 『潜水艦轟沈す』 – エメリック・プレスバーガー
  - 『スイング・ホテル』 – アーヴィング・バーリン
  - 『ヤンキー・ドゥードゥル・ダンディ』 – ロバート・バックナー
  - 『打撃王』 – ポール・ギャリコ
  - 『希望の降る街』 – シドニー・ハーモン
- 1943 『町の人気者』 – ウィリアム・サローヤン
  - 『疑惑の影』 – ゴードン・マクドネル
  - The More the Merrier – フランク・ロス、ロバート・ラッセル
  - Destination Tokyo – スティーヴ・フィッシャー
  - 『北大西洋』 – カイ・キルパトリック
- 1944 『我が道を往く』 – レオ・マッケリー
  - A Guy Named Joe – デヴィッド・ボーム、チャンドラー・スプレーグ
  - 『救命艇』 – ジョン・スタインベック
  - None Shall Escape – アルフレッド・ニューマン、ジョセフ・ザン
  - The Sullivans – エディー・ドゥハティ、ジュールス・シャーマー
- 1945 『Gメン対間諜』 – チャールズ・G・ブース
  - Objective, Burma! – アルバ・ベッシー
  - 『失恋四人男』 - ラズロ・ゴログ、トーマス・モンロー
  - 『楽聖ショパン』 – エルンスト・マリシュカ
  - 『ベニイの勲章』 – ジョン・スタインベック、ジャック・ワグナー
- 1946 Vacation From Marriage  –  クレメンス・デイン
  - 『遥かなる我が子』 – チャールズ・ブラケット
  - The Strange Love of Martha Ivers – ジャック・パトリック
  - 『暗い鏡』 - ウラジミール・ポズナー
  - 『オーソン・ウェルズINストレンジャー』 – ヴィクター・トリヴァス
- 1947 『三十四丁目の奇蹟』 – ヴァレンタイン・デイヴィス
  - 『春の凱歌』 - ジョルジュ・シャペロ、ルネ・ウィラー
  - 『五番街の出来事』 - ハーバート・クライド・ルイス、フレデリック・ステファニー
  - 『死の接吻』 – エリアザー・リプスキー
  - 『スマッシュ・アップ』 – ドロシー・パーカー、フランク・キャヴェット
- 1948 『山河遥かなり』 – リチャード・シュヴァイザー、デイヴィッド・ウェクスラー
  - 『ルイジアナ物語』 – ロバート・フラハティ、フランセス・フラハティ
  - 『裸の町』 – マルヴィン・ウォルド
  - 『赤い河』 – ボーデン・チェイス
  - 『赤い靴』 – エメリック・プレスバーガー
- 1949 『甦る熱球』 – ダグラス・モロー
  - 『硫黄島の砂』 – ハリー・ブラウン
  - 『白熱』 – ヴァージニア・ケロッグ
  - 『星は輝く』 – クレア・ブース・ルース
  - 『春の珍事』 – シャーリー・W・スミス、ヴァレンタイン・デイヴィス

### 1950年代
- 1950 『暗黒の恐怖』 – エドナ・アンハルト、エドワード・アンハルト
  - 『拳銃王』 - アンドレ・ド・トス、ウィリアム・ボクーズ
  - 『にがい米』 – ジュゼッペ・デ・サンティス、カルロ・リッツァーニ
  - When Willie Comes Marching Home – サイ・ゴンバーグ
  - Mystery Street – レナード・スピゲルガス
- 1951 『戦慄の七日間』 – ポール・デーン、ジェームズ・バーナード
  - 『美女と闘牛士』 - バッド・ベティカー、レイ・ナザロ
  - Teresa – アルフレッド・ヘイズ、スチュワート・スターン
  - 『フロッグメン』 - オスカー・ミラード
  - 『花婿来たる』 - ロバート・リスキン、リーアム・オブライエン
- 1952 『地上最大のショウ』 – フレデリック・M・フランク、セオドア・セント・ジョン、フランク・キャヴェット
  - The Sniper – エドナ・アンハルト、エドワード・アンハルト
  - 『その女を殺せ』 - マーティン・ゴールドスミス、ジャック・レナード
  - 『マイ・サン・ジョン/赤い疑惑』 – レオ・マッケリー
  - The Pride of St. Louis – ガイ・トロスパー
- 1953[1] 『ローマの休日』 - ダルトン・トランボ（公開当時はイアン・マクレラン・ハンター名義であり、彼が受賞した。1992年12月15日、投票によりトランボへの贈呈が決まり、ハンターの名は削除された。本来受賞するはずだった1954年時点でトランボは存命だったため、死後受賞とはならない。）
  - 『決戦攻撃命令』 - バーン・レイ・Jr
  - 『地中海夫人』 - アレック・コッペル
  - 『小さな逃亡者』 – レイ・アシュリー、モリス・エンゲル、ルース・オーキン
  - 『ホンドー』 - ルイス・ラムーア（元々は1954年2月15日に本部門候補として発表されていた。しかし1954年2月17日、これはラムーアが1952年7月5日にコリアーズ・マガジンに寄せた短編が原作であり、本部門の規定違反でないかと指摘された。同小説は権利を放棄していたために映画ではクレジットされていなかった。最終的に候補は取り消され、他の4作でこの部門は争われた。）
- 1954 『折れた槍』 – フィリップ・ヨーダン
  - 『夜の人々』 - テッド・ハリス、トーマス・リード
  - 『ショウほど素敵な商売はない』 – ラマー・トロッティ（死後のノミネート）
  - 『禁じられた遊び』 – フランソワ・ボワイエ
  - 『パンと恋と夢』 – エットーレ・マリア・マルガドンナ
- 1955 『情欲の悪魔』 – ダニエル・フックス
  - 『ベンソン少佐の個人的な戦争』 – ジョー・コネリー、ボブ・モシャー
  - 『戦略空軍命令』 – バーン・レイ・Jr
  - The Sheep Has Five Legs – ジャン・マルサン、アンリ・トロワイア、ジャック・ペレ、アンリ・ヴェルヌイユ、ラウール・プロカン
  - 『理由なき反抗』 – ニコラス・レイ
- 1956[2] 『黒い牡牛』 - ダルトン・トランボ（公開時はロバート・リッチ名義であったが、これは当時ブラックリスト入りしていたトランボの別名であったことが発覚した。1975年5月2日にアカデミー会長のウォルター・ミリッシュによりトランボへの贈呈が発表された。）
  - 『愛情物語』 - Leo Katcher
  - High Society - エルウッド・ウルマン、エドワード・バーンズ（アカデミー側が1956年のMGMによる同名のミュージカル映画と間違えて居ることに気づき、候補者が辞退した。最終的な投票用紙に本作は含まれず。）
  - 『狂熱の孤独』 - ジャン＝ポール・サルトル
  - 『ウンベルトD』 - チェーザレ・ザヴァッティーニ